# Mazamni
Mazamni est une localité et une commune rurale du Niger, département de Damagaram Takaya, région de Zinder.

## Géographie
La localité de Mazamni est située à 26 km au sud du chef-lieu départemental Damagaram Takaya. 
|         | Damagaram Takaya |                  |
| Gaffati | Mazamni          | Damagaram Takaya |
| Zermou  | Guidimouni       |                  |

## Histoire
La commune rurale de Mazamni instaurée en 2002, est issue du canton de Guidimouni. Depuis 2011 la commune est soustraite du département de Mirriah et dépend du département de Damagaram Takaya.

## Population
Lors du recensement général de 2012, la population communale est relevée à 22 183 habitants, dont 3 950 habitants pour la localité principale.
La principale éthnie sont les damagarawa.

## Localités
La commune s'étend sur 17 villages, 36 hameaux et un camp au centre-ouest du département de Damagaram Takaya.

## Services et infrastructures
- Centre de Santé Intégré (CSI) à Mazamni[5].
- Collège d'enseignement général (CEG) à Mazamni.
- Centre de formation des métiers (CFM) à Mazamni.